# Navegación intuitiva
Se conoce como navegación intuitiva el proceso de búsquedas directas de información en pantalla. Hasta hace poco tiempo se consideraba como navegación intuitiva el escribir las direcciones URL directamente en el navegador, pero el comportamiento del usuario muestra que la navegación intuitiva se refiere también a cómo se busca la información en la primera pantalla que se ve; el número de clics, las palabras clave, el color de los vínculos, la velocidad de despliegue, la repetición de términos de búsqueda, la aproximación sintáctica, la frecuencia, el bookmarking.

## Navegación intuitiva como proceso
La navegación ha adquirido en los últimos años un protagonismo propio en el escenario interactivo. El guiar de una manera eficaz a los usuarios por los contenidos del site de una forma creativa es una lección aprendida en los trabajos editados.
Para realizar una Web intuitiva es necesario estructurar bien todos los elementos visibles de la Web, organizar las categorías, realizar una arquitectura de la información autoexplicativa y colocar elementos destacables en la parte central de la home para que el usuario pueda escanear la Web rápidamente y obtener una respuesta positiva para la información que busca. Tendremos una Web intuitiva si el usuario, independientemente de su edad, raza, cultura o sexo, puede navegar sin pensar (haciendo de la navegación algo fluido), encontrar lo que busca sin muchos clicks o realizar un proceso (compra, registro, solicitud, etc.) sin tener que reflexionar en cada momento ni hacer un estudio exhaustivo de la Web para poder avanzar.

## Pautas
Para realizar un diseño Web intuitivo para el usuario podemos utilizar las siguientes pautas:
- Simplicidad e interfaz clara. Evitar la sobrecarga de elementos de la página y mostrar los contenidos de manera simple facilitan a los internautas la comprensión de los textos.
- Palabras y contenido. Usar palabras sencillas, concisas y comprensibles. Evitar contenidos largos. Se recomienda que el tamaño de la página sea de pantalla y media, lo que favorece la lectura y no satura al usuario con demasiada información.
- Tamaño de la letra legible. Utilizar tamaño mediano y destacar palabras claves en negrita.
- Evitar columnas. Más de cuatro saturan al usuario con exceso de información.
- Iconos atractivos. Implementar en la Web iconos para resaltar textos y que sean capaces de atraer la atención del usuario con la finalidad de orientarlos más fácilmente en sus búsquedas.
- Buscadores. Se recomienda el uso de buscadores para incrementar los resultados de les búsquedas en la navegación.
- Enlaces. Los enlaces se han de revisar periódicamente para comprobar que estén siempre activos y sin errores.
- Técnicas breadcrumb. Tipo de diseño inspirado en seguir las migas de pan con el objetivo de que el usuario se ubique en todo momento dentro de la página web.

## Finalidad
Los aspectos psicológicos de la búsqueda, selección y uso de la información son aspectos importantes que han sido poco difundidos en el ámbito Internet; los estudios en el área solo han sido de interés académico.
Los factores a tener en cuenta para el diseño de una Web con navegación intuitiva favorable serían: estructura, orden, limpieza y tamaño de la página web.
Estos aspectos serán fundamentales para que las visitas que buscan información en una Web la obtengan a través del acceso directo por pantalla.
Tenemos que pensar y tener en cuenta el funcionamiento de nuestro cerebro y como se suceden la asociación de ideas y quedarse en un primer nivel de asociación. Esta será la clave para una Web intuitiva